# Kvarntjärnen (Jokkmokks socken, Lappland)
Kvarntjärnen är en sjö i Jokkmokks kommun i Lappland och ingår i Luleälvens huvudavrinningsområde.